# Amber (Suske en Wiske)
Amber is het tweehonderdtweeënveertigste stripverhaal uit de reeks van Suske en Wiske. Het is geschreven door Paul Geerts en gepubliceerd in De Standaard van 8 december 1997 tot en met 30 maart 1998. De eerste albumuitgave in de Vierkleurenreeks was op 2 februari 1999, met nummer 259.

## Locaties
- België, Alaska, Mount Chamberlin, Canada, Calgary met luchthaven, de Ardennen, de stuwdam van de Gileppe

## Personages
- Suske, Wiske met Schanulleke, tante Sidonia, Lambik, Jerom, professor Barabas, Amber, Kloef en Kappers, piloten, de gezusters Kletskous (Madeleine en Rosalie), politie, generaal en het leger

## Uitvindingen
- De gyronef, de snelgroeier, de teletijdmachine.

## Het verhaal
Professor Barabas en zijn assistenten Kloef en Kappers ontdekken op Mount Chamberlin een 250 000 jaar oude, ingevroren neanderthalerbaby. Kloef en Kappers willen experimenteren met het schepseltje, maar de professor weigert medewerking. De mannen slaan professor Barabas neer en vluchten naar Calgary. De vrienden worden via een e-mail van de situatie op de hoogte gebracht en ze reizen met de gyronef naar Alaska. De professor vertelt echter niet wat er gestolen is door het duo. 
Kloef en Kappers verbergen hun kist aan boord van een toestel van Martinair en bedreigen de piloot, waarna het gekaapte toestel vertrekt. De vrienden moeten een noodlanding maken met de gyronef en ze vliegen met een KLM-toestel achter het Martinair-vliegtuig aan. Jerom kan de boeven verslaan en beide toestellen keren terug naar de luchthaven. De gyronef is hersteld en de kist wordt naar het laboratorium van professor Barabas gebracht. Barabas laat zien dat er een 250 000 jaar oude baby in zit die levensvatbaar is. De professor vertelt dat de moeder ook gevonden is, maar niet levensvatbaar bleek te zijn. De baby wordt Amber genoemd en met elektrische impulsen tot leven gewekt. De vrienden besluiten de baby samen op te voeden. Amber maakt Schanulleke stuk en vecht met de kat van de buren, Lambik gaat pampers kopen en de gezusters Kletskous zien hem in de winkel. Tante Sidonia repareert Schanulleke en het popje kan opeens praten en wil bij Amber zijn. De vrienden horen op televisie dat de assistenten van professor Barbabas uit de gevangenis zijn ontsnapt en proberen Amber te pakken in het park. Schanulleke blijft achter en wordt gevolgd door de mannen als ze weer naar huis loopt. De peuter Amber zorgt voor veel problemen in het huis en de vrienden besluiten haar tot twaalfjarige om te vormen met de snelgroeier. Wiske is blij een vriendinnetje te krijgen, maar Amber blijkt meer interesse voor Suske te hebben. Wiske is al snel weer jaloers op het meisje.
Wiske kleedt zich om en neemt een hanekam, maar Suske vindt dit maar belachelijk en gaat met Amber naar de film. Kappers gaat in vermomming naar professor Barabas, maar de professor ontmaskert hem. Kloef is ook bij de professor en de mannen binden de professor vast en willen Amber onderzoeken. Er wordt een bom bij de professor achtergelaten. De professor kan zijn vrienden waarschuwen en de bom wordt door Lambik op de auto van de schurken gegooid. Wiske is jaloers op Suskes interesse voor Amber en legt het meisje opnieuw onder de snelgroeier, waarna Lambik veel interesse in de mooie vrouw krijgt. Jerom komt terug van een reis en Amber vindt hem knapper dan Lambik en leest Suske en Wiske-albums met Jerom. Jerom vertelt dat hij veranderd is sinds het avontuur De dolle musketiers, hij krijgt dan zijn oude uiterlijk terug en praat weer zoals vroeger. Jerom en Amber gaan naar de Ardennen en Jerom maakt een grot voor Amber en zichzelf. De boeven werpen een dieptebom in het stuwmeer en waarschuwen de media. De vrienden zien de berichten op televisie en ze gaan snel naar de Ardennen, ze zien dat de politie en het leger het stuwmeer omsingeld hebben en vragen de generaal wat er aan de hand is. Lambik besluit de bom te zoeken en gaat met een duikuitrusting het meer in, er zijn nog twintig minuten voordat de bom tot ontploffing komt. Het leger bestookt de grot van Jerom en Amber met explosieven en het leger wordt verjaagd door een woeste Jerom. Suske, Wiske en tante Sidonia houden Jerom tegen en vertellen dat Lambik in het meer naar de bom duikt, maar dan zien de vrienden een ontploffing in het water. Kloef en Kappers worden gevangengenomen door het leger en Lambik verschijnt ongedeerd op de wal. Amber wil graag terug naar haar eigen tijd en wordt met de teletijdmachine weggeflitst. Jerom gaat met Amber mee, maar verschijnt even later weer in de cabine. Jerom vertelt dat hij een komedie speelde om Lambik te plagen, maar hij heeft Amber nog wel een kusje gegeven.

## Achtergronden bij het verhaal
- Voor het eerst sinds de jaren 70 verschijnt Wiske in moderne kledij, waaronder een kort spijkerbroekje en een topje, alhoewel ze ook haar vertrouwde jurkje nog draagt. De moderne kleding wordt in latere albums voortgezet.
- Vermoedelijk is het idee voor dit verhaal ontleend aan het boek Ember, kind van de zon (1996) van Mark Canter, waarin ook een neanderthalermeisje opgroeit in de moderne tijd.
- De naam Amber is tevens het Engelse woord voor barnsteen; in het boek van Canter verwijst "Ember" ook naar embryo, het ontwikkelingsstadium waarin Ember zich bevindt als haar moeder, ingevroren, wordt ontdekt.